# (79299) 1995 WS2
1995 دابليو أس 2 (ويعرف أيضًا باسم (79299) 1995 دابليو أس 2 وفق تسمية الكوكب الصغير) (بالإنجليزية: 1995 WS2)‏ هو كويكب ضمن حزام الكويكبات؛ وترتيبه 79299 من حيث الاكتشاف.
اكتُشف هذا الجُرم الفلكي بواسطة هيروشي كانيدا في 16 نوفمبر 1995.

## وصلات خارجية
- (79299) 1995 WS2 في قاعدة بيانات مختبر الدفع النفاث لأجرام النظام الشمسي الصغيرة

- الاكتشاف · مخطط المدار ·  العناصر المدارية · المعلمات المادية

- (79299) 1995 WS2 على موقع ويكي سكاي: DSS2, SDSS, GALEX, IRAS, Hydrogen α, X-Ray, Astrophoto, Sky Map, Articles and images